# اجنان بويه
 اجنان بويه (بالإنجليزية: JNANE BOUIH)‏ هي جماعة قروية تابعة لإقليم آسفي ضمن جهة دكالة عبدة بالمغرب. بلغ مجموع عدد سكان  اجنان بويه حسب إحصاءات 2004 حوالي 17644 نسمة من بينهم 1 أجنبي يعيشون في 2525 أسرة.